# Aleksej Gusarov
Aleksej Vasil'evič Gusarov (in russo Алексей Васильевич Гусаров?; Leningrado, 8 luglio 1964) è un ex hockeista su ghiaccio e allenatore di hockey su ghiaccio russo, fino al 1991 sovietico, che giocava come difensore. È membro del Triple Gold Club, avendo vinto l'oro mondiale (per tre volte: 1986, 1989 e 1990), l'oro olimpico (Calgary 1988) e la Stanley Cup (nel 1996 coi Colorado Avalanche).
In patria ha vestito le maglie di SKA Leningrado e HK CSKA Mosca, mentre in NHL quelle di Quebec Nordiques (che lo avevano scelto al draft 1988) e Colorado Avalanche, prima di chiudere la carriera con brevi esperienze coi New York Rangers ed i St. Louis Blues.

## Palmarès

### Club
- Campionato sovietico: 5:

CSKA Mosca: 1984-1985, 1985-1986, 1986-1987, 1987-1988, 1988-1989
- Coppa sovietica: 1

CSKA Mosca: 1988
- Coppa dei campioni: 6

CSKA Mosca: 1984-1985, 1985-1986, 1986-1987, 1987-1988, 1988-1989, 1989-1990
- Stanley Cup: 1

Colorado Avalnche: 1996

### Nazionale
- Olimpiadi invernali:

: Calgary 1988
: Nagano 1998
- Campionato del mondo di hockey su ghiaccio:

: 1986, 1989, 1990
: 1987
: 1985, 1991
- Canada Cup:

: 1987

#### Giovanili
- Campionato del mondo di hockey su ghiaccio Under-20:

: 1984
- Campionato europeo di hockey su ghiaccio Under-18:

: 1982

### Individuale
- Triple Gold Club:

1996